# Isogona reniformis
Isogona reniformis là một loài bướm đêm trong họ Erebidae.